# Mali Čaunski tjesnac
Mali Čaunski tjesnac (rus. Малый Чаунский пролив) je plitki tjesnac koji povezuje Čaunski zaljev i Istočnosibirsko more. Odvaja otok Ajon od kopna (poluotok Kittik). Administrativno pripada Čaunskom rajonu Čukotskog autonomnog okruga Rusije.

## Geografija
Relativno veliki otok Mosej nalazi se u istočnom dijelu tjesnaca. Obale tjesnaca su niske (u jugozapadnom dijelu su mjestimice strme), s velikim muljevitim sušnim područjima i pješčanim sprudovima. Obalni dio otoka Ajon obiluje mnogim termokrškim bočatim jezerima i halofitskim močvarama.
U strmim obalama tjesnaca pronađen je ogroman broj kostiju životinja srednjeg pleistocena.

## Povijesna pozadina
Prvi ruski moreplovac koji je prešao tjesnac bio je Nikita Šalaurov 1761. godine na povratku svoje ekspedicije u potrazi za tjesnacem prema Tihom oceanu.
Postoje dokazi da su Čukči s udaljenim južnim vjetrovima, kad je tjesnac postao vrlo plitak, pješice prešli s kopna na otok Ajon.

## Hidronim
Sve do 19. stoljeća Mali Čaunski tjesnac nosio je ruski naziv kanal Travjanaja, što se povezuje s pogrešnom pretpostavkom koja se kasnije pokazala da je dno tjesnaca obraslo travom. Zastarjelo čukčijsko ime je Ajoka-Pelintkir, moderno je Ajopelgikitrin ("Aionov vrat na sprudu").

## Flora i fauna
Smeđe alge rastu u sjevernom dijelu tjesnaca. Akvatorij tjesnaca nastanjuju ružičasti losos i losos, anadromni vijun i kapelin.
Mali Čaunski tjesnac boravište je sibirske gage.

## Minerali
Na dnu Malog Čaunskog tjesnaca nalaze se naslage kasiterita. U sovjetsko doba predložen je projekt blokiranja tjesnaca branom i naknadno isušivanje tjesnaca kako bi se organiziralo vađenje kositra.